# Ingrid Robeyns
Ingrid A. M. Robeyns (Lovaina, 10 de setembre del 1972) és economista i filòsofa, nascuda a Bèlgica, coneguda pel seu treball en desenvolupament humà, economia feminista i el seu enfocament de la capacitat d'Amartya Sen amb perspectiva de gènere. Fou catedràtica del departament de Filosofia i Estudis Religiosos de la Universitat d'Utrecht. Des d'abril del 2017 presideix l'Associació de Desenvolupament Humà i Capacitat.

## Trajectòria
Es llicencià en economia en la Katholieke Universiteit Leuven el 1994 i estudià més tard ciències socials i polítiques a Alemanya, en la Universitat de Gotinga. Tornà a la Katholieke Universiteit Leuven per a realitzar un màster que finalitzà el 1997. El 2003 va obté el doctorat en filosofia i economia en la Universitat de Cambridge. Feu la tesi sobre desigualtat de gènere i enfocament de la capacitat, un marc teòric iniciat pel filòsof i economista Amartya Sen en la dècada dels 1980, que Robeyns reexamina. També té un màster en filosofia de l'Open University (2007).
També investiga sobre les teories normatives de la desigualtat i la justícia, i algunes àrees particulars d'aplicació, com les desigualtats de gènere, la justícia per a la infantesa i els pares i els problemes de la justícia global.
El 2006, l'Organització Holandesa per a la Recerca Científica li concedí una beca Vidi de cinc anys per a recerca sobre teories de la justícia. Investiga la justícia dins l'estat de benestar per a la infantesa, per als pares i mares, i per a qui no ho són.
És membre de la Dutch Young Academy de la Royal Academy of Sciences.
Col·labora amb la revista digital Out of the Crooked Timber of humanity, no straight thing was ever made.
Ocupa la Càtedra d'Ètica de les Institucions en la Facultat d'Humanitats i l'Institut d'Ètica associat a la Universitat d'Utrecht i és membre de l'Associació de Desenvolupament Humà i Capacitat, de la qual fou presidenta al 2017.

## Enfocament de la capacitat amb perspectiva de gènere
En l'enfocament de la capacitat, iniciat per Amartya Sen, Robeyns integra aspectes com el treball domèstic i de cura no remunerada, la inserció d'autonomia personal mitjançant un treball remunerat i autonomia sobre el temps:
- Vida i salut física i mental.
- Integritat i seguretat física.
- Relacions socials.
- Apoderament.
- Educació i coneixement.
- Accés i control dels recursos privats i públics.
- Reproducció social i cura no remunerada.
- Treball remunerat i altres projectes.
- Protecció i medi ambient.
- Mobilitat.
- Autonomia del temps i activitats lúdiques.
- Respecte i dignitat, religió i espiritualitat.

## Vida personal
El 2013 obté la nacionalitat holandesa; reclama el dret de doble nacionalitat, la belga, pel lloc on va nàixer, i l'holandesa pel lloc on viu i on han nascut els seus fills.

## Publicacions

### Llibres
- {{{títol}}} (tesi). OCLC 894596063.
- Robeyns, Ingrid; Kuklys. Sen's Capability Approach to welfare economics – Cambridge working paper in economics 0415.  Cambridge, England: Department of Applied Economics, University of Cambridge, 2004. Arxivat 2017-11-18 a Wayback Machine.
- Robeyns, Ingrid; Agarwal; Humpries. Amartya Sen's work and ideas: a gender perspective.  Oxon, England: Routledge, 2005. ISBN 9780415373203.
- Robeyns, Ingrid; Brighouse. Measuring justice: primary goods and capabilities.  Cambridge, England: Cambridge University Press, 2010. ISBN 9781843156994.
- Robeyns, Ingrid. The Capability Approach.  Cambridge, England: Open Book Publishers, 2014. ISBN 9781909254909
- Robeyns, Ingrid; van Hees; Nys. Basisboek ethiek.  Amsterdam, Holland: Uitgeverij Boom, 2014. ISBN 9789461059321.
- Robeyns, Ingrid. Wellbeing, Freedom and Social Justice: The Capability Approach Re-Examined.  Cambridge, England: Open Book Publishers, 2017. ISBN 9781783744237.